# Pfarrhaus (Utting am Ammersee)

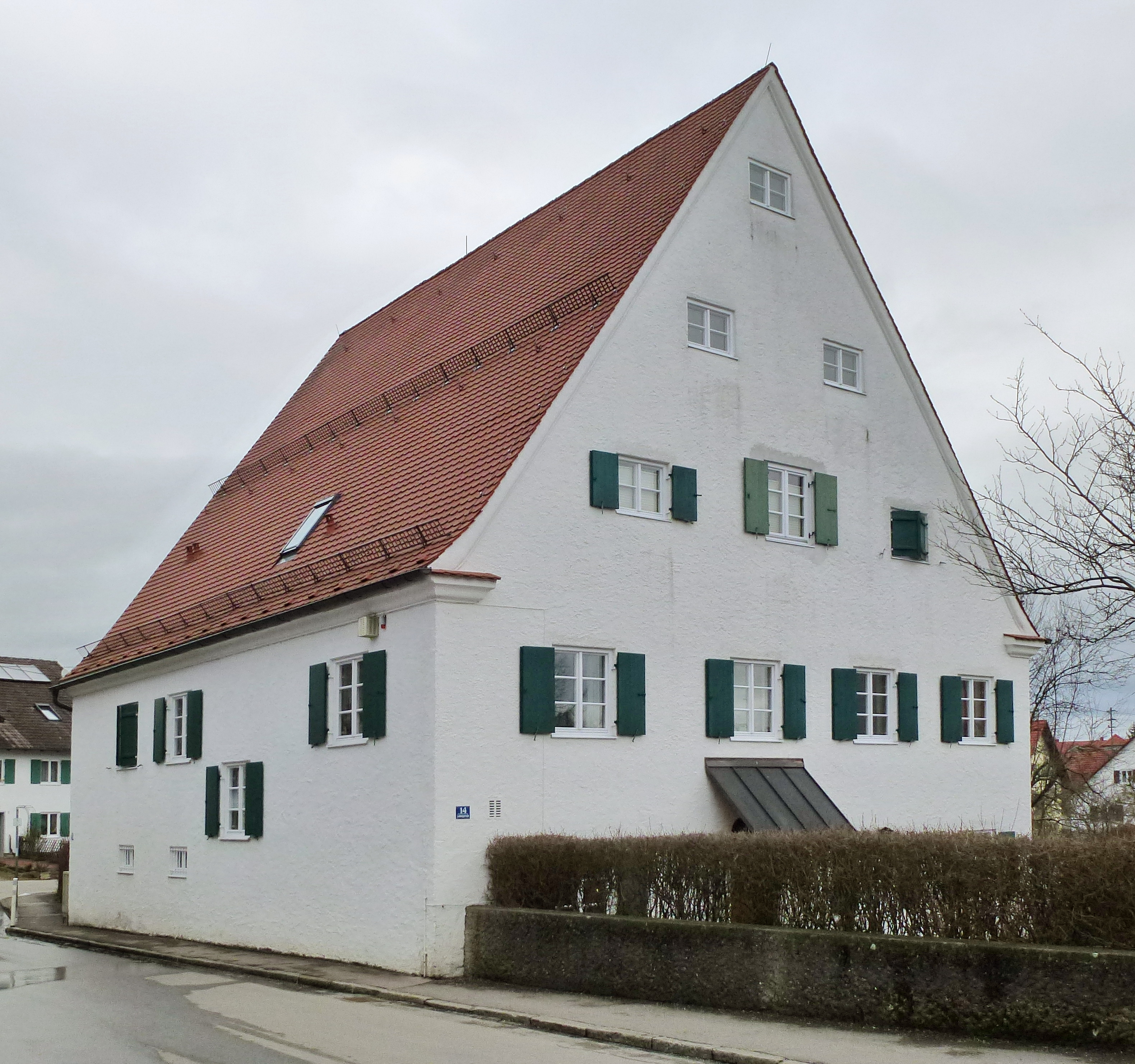
Pfarrhaus in Utting am Ammersee, Ansicht von Südwesten

Das Pfarrhaus in Utting am Ammersee, einer Gemeinde im oberbayerischen Landkreis Landsberg am Lech, wurde 1699 errichtet. Das Pfarrhaus in leichter Hanglage an der Ludwigstraße 14, neben der katholischen Pfarrkirche Mariä Heimsuchung, ist ein geschütztes Baudenkmal.
Der zweigeschossige Steilsatteldachbau mit verkröpftem Giebelgesims besitzt vier zu fünf Fensterachsen. Als Gliederungselemente dienen ein verkröpftes Trauf- und ein Giebelgesims. Die nördliche Giebelseite hat eine Ladeluke im ersten der drei Dachgeschosse. Der Hauseingang liegt an der nördlichen Giebelseite. 
Der dazugehörige Pfarrstadel aus dem Jahr 1792 wurde bereits vor Jahren abgebrochen.